# Baba-Dziwo
Baba-Dziwo. Tragikomedia w 3 aktach — tragifarsa, groteska Marii Pawlikowskiej-Jasnorzewskiej. Sztuka ta została wystawiona w roku 1938.

## Przegląd treści
Baba-Dziwo jest ciętą satyrą na Adolfa Hitlera i jego sposób rządzenia. W utworze ukazano ludzi kierujących się darwinowskim dążeniem do podtrzymania gatunku, żyjących w systemie totalitarnym, w którym wprowadzić można każdy nakaz, nawet najbardziej absurdalny. Pisarka posłużyła się metaforą mrowiska jako społeczeństwa. Bohaterowie zostali postawieni w obliczu bezwzględnej dyktatury i walki o wolność.

## Ważniejsze realizacje teatralne

### Premiera
Po raz pierwszy sztukę tę wystawiono w roku 1938 w Teatrze im. J. Słowackiego w Krakowie, a reżyserii podjął się Wacław Radulski. Spektakl okazał się ważnym wydarzeniem artystycznym, otrzymał świetne recenzje krytyków i uznanie publiczności. Mimo że dyktatorem w sztuce jest kobieta, to wiele szczegółów odnosić się mogło jedynie do ówczesnej III Rzeszy. Z uwagi na te ewidentne aluzje do Hitlera i jego totalitarnej polityki spektakl spotkał się z ostrym sprzeciwem ambasady niemieckiej. Warszawska premiera sztuki odbyła się już podczas pierwszych dni wojny we wrześniu 1939 roku.

### Inne spektakle
- 1968 – Teatr im. Słowackiego w Krakowie, reż. Lidia Zamkow
- 1986 – Teatr Polski w Warszawie, reż. Mariusz Dmochowski (wystąpili m.in.: Nina Andrycz, Marek Barbasiewicz, Krzysztof Kumor, Laura Łącz, Anna Nehrebecka, Igor Śmiałowski, Leszek Teleszyński, Kazimiera Utrata)
- 1994 – Teatr Telewizji, reż. Henryk Kluba (wystąpili m.in.: Stanisława Celińska, H. Kluba, Leon Niemczyk, Ewa Złotowska)
- 2019 – Teatr Dramatyczny im. Jerzego Szaniawskiego w Wałbrzychu, reż. Dominika Knapik[1]
- 2020 - Teatr Polski im. Arnolda Szyfmana w Warszawie